# Evelien van Dort

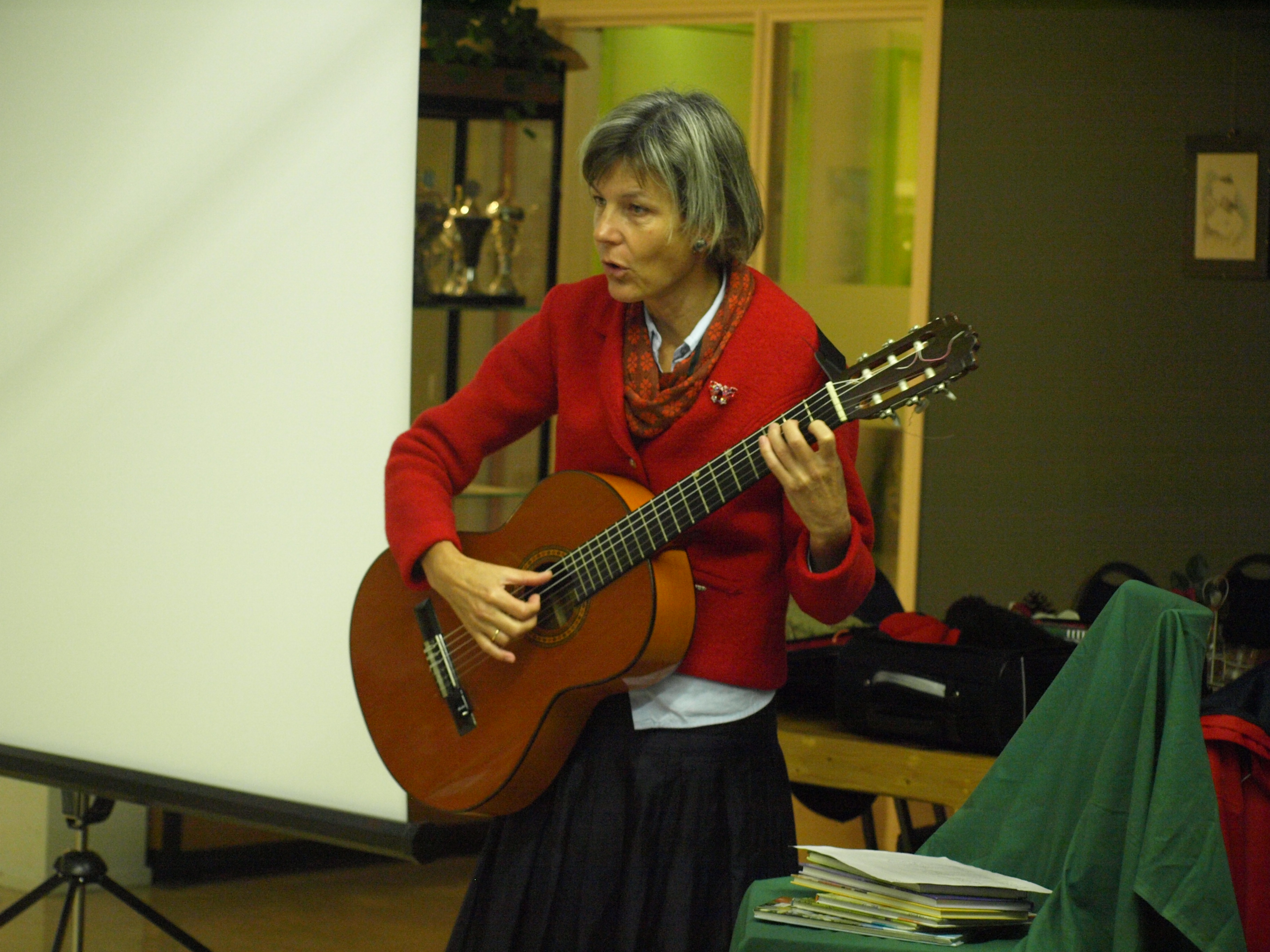
Evelien van Dort

Evelien van Dort (Meadi, 6 mei 1961) is een in Egypte geboren Nederlandse kinder- en jeugdboekenschrijfster.
Van Dort heeft 2 kinderen.